# Comuna Samostrilî, Koreț
Samostrilî (în ucraineană Самостріли) este o comună în raionul Koreț, regiunea Rivne, Ucraina, formată din satele Horodîșce și Samostrilî (reședința).

## Demografie
Componența lingvistică a comunei Samostrilî
     Ucraineană (98,89%)
     Alte limbi (1%)
Conform recensământului din 2001, majoritatea populației comunei Samostrilî era vorbitoare de ucraineană (98,89%), existând în minoritate și vorbitori de alte limbi.